# Jason Tesson
Jason Tesson (ur. 9 stycznia 1998 w Angers) – francuski kolarz szosowy.

## Osiągnięcia
Opracowano na podstawie:

2019
- 2. miejsce w Grand Prix de la ville de Pérenchies

2021
- 1. miejsce na 2. etapie Tour Poitou-Charentes en Nouvelle-Aquitaine
- 1. miejsce w À travers les Hauts-de-France
  - 1. miejsce na 1. etapie
- 3. miejsce w Route Adélie de Vitré

2022
- 3. miejsce w Grand Prix de la Ville de Lillers
- 1. miejsce w klasyfikacji punktowej Quatre Jours de Dunkerque
  - 1. miejsce na 2. etapie
- 1. miejsce na 1. etapie Boucles de la Mayenne
- 3. miejsce w Ronde de l’Oise
  - 1. miejsce w klasyfikacji punktowej
  - 1. miejsce na 3. i 4. etapie
- 3. miejsce w Paris–Chauny

2023
- 1. miejsce na 2. i 3. etapie La Tropicale Amissa Bongo
- 1. miejsce na 2. etapie Route du Sud

## Rankingi
| Rok             | 2019  | 2020 | 2021 | 2022 | 2023 | 2024 |
| --------------- | ----- | ---- | ---- | ---- | ---- | ---- |
| World Ranking   | 1501. | 589. | 143. | 210. | 270. | 199. |
| UCI Europe Tour | 1003. | 479. | 122. | 171. | -    | -    |
|                 |       |      |      |      |      |      |
| Źródło: UCI     |       |      |      |      |      |      |